# Боярдо, Маттео Мария
Маттео Мария Боя́рдо, граф ди Скандиано (итал. Matteo Maria Boiardo; около 1441—21 декабря 1494) — итальянский поэт эпохи Возрождения.

## Биография
По женской линии Боярдо был племянником известного гуманиста Тито Веспасиано Строцци и кузеном Эрколе Строцци. Получил домашнее образование по гуманистическому образцу. Выполнял отдельные почётные миссии феррарских правителей. В 1476—1478 годах — высокопоставленный придворный герцога Эрколе I д'Эсте. С 1481 года — капитан Модены, с 1487 года — в течение семи лет капитан Реджо-нель-Эмилия.

## Творчество
Переводил труды античных и средневековых историков (Геродот, Ксенофонт и пр.), а также роман Апулея «Золотой осёл». Писал эклоги на латинском языке в духе Вергилия; на итальянском — сонеты и канцоны, подражал Петрарке. Любовные стихи Боярдо собраны в сборнике «Канцоньере» (1476—1477). Автор пятиактной пьесы «Тимоне» (по диалогу Лукиана), опубликованной в 1500 году). В 1471—1473 годах перевёл для герцога Эрколе I д’Эсте с латыни на итальянский язык «Всемирную историю, или Чудесный сад Равеннской церкви» (лат. Pomerium Ravennatis ecclesiae seu Historia universalis ab anno circiter 700–1297), написанную в начале XIV века хронистом Риккобальдо Феррарским.

### «Влюблённый Орландо»

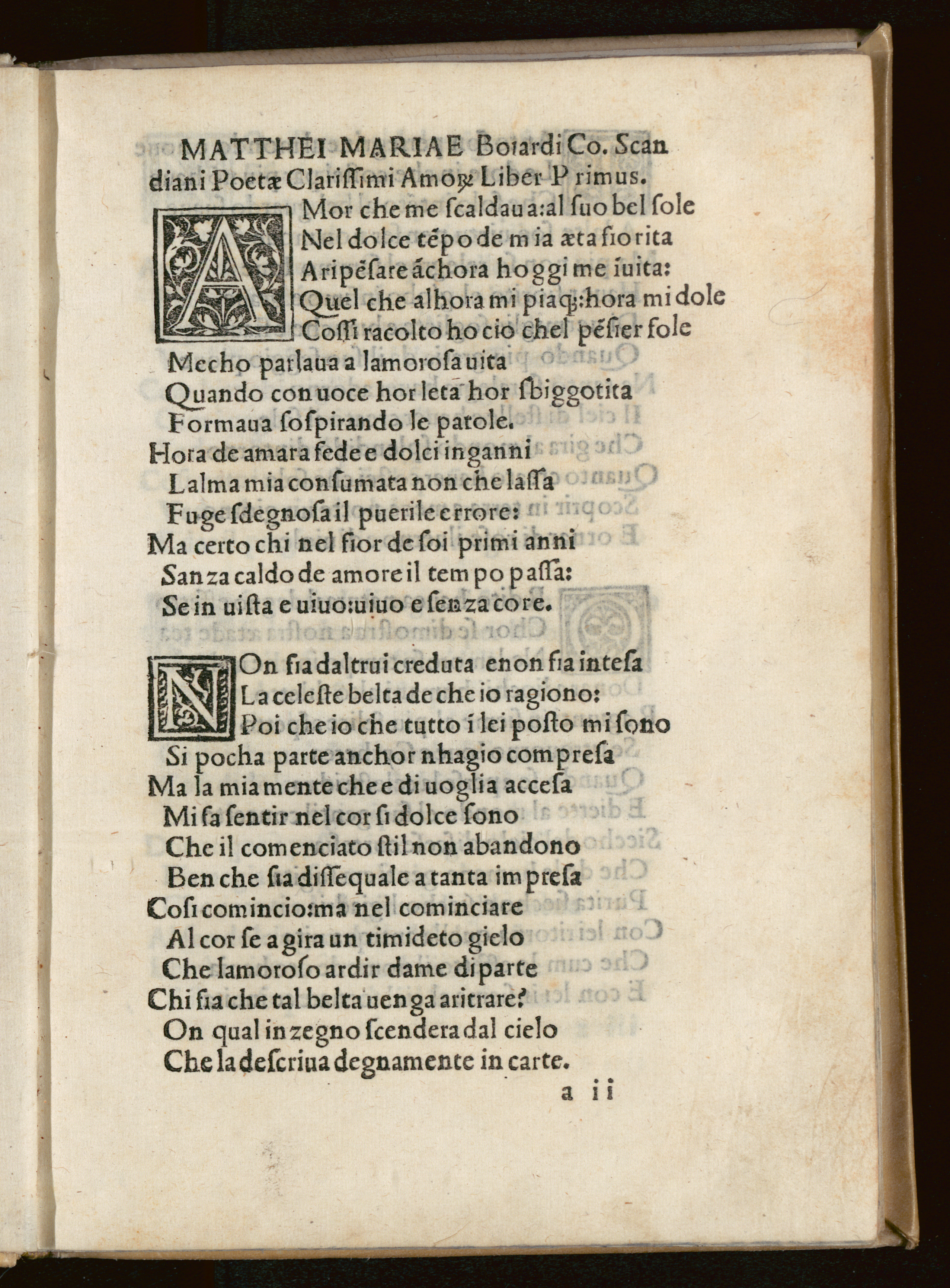
Amorum libri, 1499

Славу приобрёл своей поэмой «Orlando innamorato» (Влюблённый Орландо). Боярдо смело нарушил установившуюся традицию, согласно которой суровый Роланд не мог быть влюблённым. Нарушая традицию, придворный поэт шёл навстречу современной ему аристократической публике. Боярдо превратил грубоватых героев каролингского цикла в рыцарей Круглого стола и наделил их характерами придворных кавалеров с утончённой и изнеженной культурой, с стремлением к наслаждению. Содержание поэмы — бесконечные фантастические приключения отдельных рыцарей; в ней нет единого стержня. Несмотря на свои недостатки, поэма имела огромный успех, начиная тот жанр, который был доведён до совершенства продолжателем Боярдо — Ариосто.
Для последующих поколений Боярдо стал образцом фантаста. Лейбниц (Новые опыты, Кн. 4, Гл. 1, § 2), останавливаясь на «искусстве описания невозможного», в первую очередь называет «выдумки графа Скандиано».